# FK RFS
FK RFS je profesionální lotyšský fotbalový klub se sídlem v Rize v Lotyšsku. Soutěží ve Virslize,  nejvyšší soutěži lotyšského fotbalu.

## Historie
RFS postoupil do Virsligy do sezóny 2016, když jiný klub z Rigy, Skonto FC, nezískal licenci. 
V roce 2018 se RFS poprvé kvalifikoval do evropských pohárů a hrálo kvalifikaci Evropské ligy UEFA. V debutovém utkání RFS dokázalo vyhrát venku 3:2 proti Olimpiji Lublaň. Doma však prohráli 0:2, když inkasovali až v poslední minutě. O rok později získal klub svůj vůbec první titul, lotyšský pohár. 
V sezóně 2020/21 se RFS střetl s FK Partizan ve svém prvním zápase předkola Evropské ligy UEFA . Lotyši inkasovali pouze z penalty a slavný soupeř je vyřadil pouze po výsledku 0:1.

## Tituly
Lotyšská nejvyšší soutěž Virsliga
- Vítěz: 2021, 2023, 2024

Lotyšský pohár
- Vítězové: 2019, 2021, 2024